# فرانك ارين
فرانك ارين (بالإنجليزية: Frank Warren)‏ هو مهندس أمريكي، ولد في 8 سبتمبر 1937 في أوغستا في الولايات المتحدة.